# Bobby Ball
Bobby Ball (n. 26 august 1925 – d. 27 februarie 1954) a fost un pilot de curse auto american care a evoluat în Campionatul Mondial de Formula 1 între anii 1951 și 1952.
1. 1 2  Bobby Ball, Find a Grave, accesat în 9 octombrie 2017
2. ↑  Find a Grave, accesat în 3 iulie 2024